# Grote narcisvlieg
De grote narcisvlieg (Merodon equestris) is een vliegensoort uit de familie van de zweefvliegen (Syrphidae). De wetenschappelijke naam van de soort is gepubliceerd in 1794 door Fabricius.